# محافظة صامطة
محافظة صامطة هي محافظة سعودية تتبع لإمارة منطقة جازان، جنوب غرب المملكة العربية السعودية، وحاضرتها مدينة صامطة التي تبعد حوالي 60 كم جنوب مدينة جيزان، ويتبع المحافظة عدد من القرى والمراكز.

## الموقع والتضاريس
تقع محافظة صامطة على الطرف الجنوبي الغربي من المملكة العربية السعودية وتعد إحدى بوابات المملكة العربية السعودية الجنوبية، حيث يحدها جنوبا (محافظة الطوال) وشرقا (مركز القفل) ويحدها البحر الأحمر من الجهة الغربية ومدينة أحد المسارحة من الجهة الشمالية. أما سطحها فمستوى يميل قليلا من الشرق إلى الغرب ناحية البحر الأحمر.

## المساحة والسكان

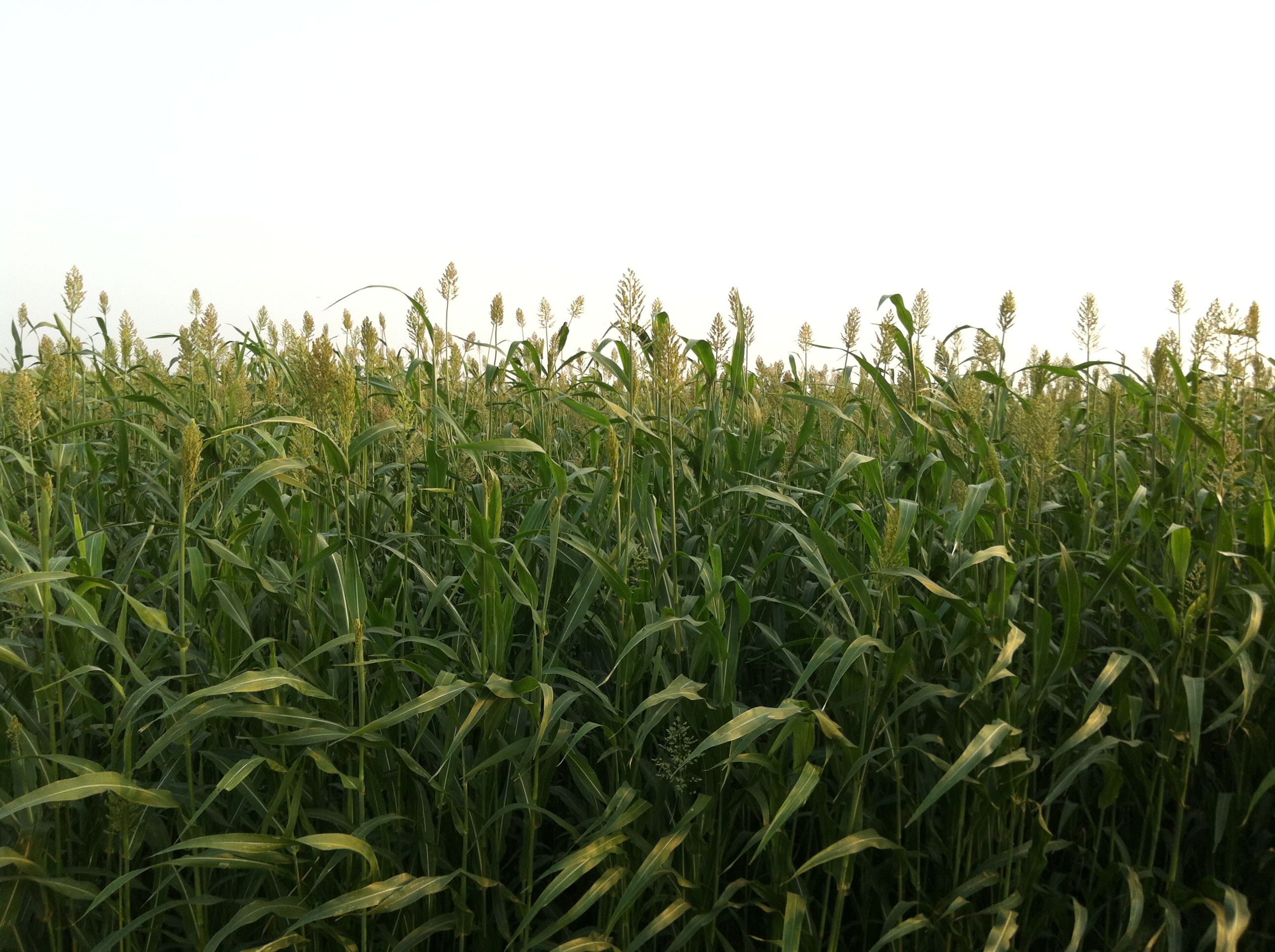
إحدى مزارع قرية الزاوية التابعة للمحافظة وتظهر زراعة الذرة المنتشرة في أرجاء المحافظة وقراها.

تشغل صامطة مساحة تقدر بحوالي 300 كم2. وتتبعها حوالي 47 قرية ونسبة نمو السكان في صامطة أكثر منه في أي منطقة أخرى.
وبلغ عدد سكان محافظة صامطة (154,926) نسمة حسب تعداد السعودية 2022، عدد السعوديين (105,635)، وعدد غير السعوديين (49,291) نسمة.

## المراكز والقرى التابعة
يتبع الآن محافظة صامطة مركزين إداريين بعد أن كانت أربعة؛ وذلك أن الطوال تقرر بأن تصبح محافظة ويتبعها مركز الموسم، وذلك منذ العام المالي 1433 هـ - 1434 هـ. وكذلك يتبع المحافظة العديد من القرى.

### المراكز التابعة للمحافظة
- مركز السهي
- مركز القفل

ويتبع لكل مركز عدد من القرى.

### القرى التابعة للمحافظة
يتبع المحافظة العديد من القرى، ويقدر عددها بحوالي 285 قرية موزعة على المحافظة والمراكز التابعة لها، ونذكر من هذه القرى غير التابعة لأي من المراكز التي سبق ذكرها:
- أبو حجر (الأعلى والأسفل)
- أم الدرق
- الدريعية
- الحنيني
- الجروب
- الخرشة
- الخضراء
- الزاوية
- الصوارمة
- قائم العتنة
- البدوي
- الدغارير
- الطاهرية
- الطرشية
- الهلية
- الجاضع
- قائم الخمسين
- الوحش
- الجرادية
- الجردية
- الجرب
- شعب الخرابة
- العروج
- الوشبة
- حاكمة الدغارير
- الحجفار
- عُببة
- حندود
- الحنشية
- حلة الصميلي
- الركوبة
- صاحب البار (الأعلى والأسفل)
- الصياد
- الغاوي
- مجعر
- مختارة
- المكرمية
- البيسري
- قائم اللقية